# Dalal Mughrabi
Dalal Mughrabi (en arabe : دلال المغربي, Dalāl al-Muɣrabī ; née vers 1959 et morte le 11 mars 1978) est une militante palestinienne membre du Fatah de l'Organisation de libération de la Palestine (OLP). Elle a participé au massacre de la route côtière de 1978 en Israël. L'attaque a entraîné la mort de 38 civils israéliens, dont 13 enfants. Mughrabi et huit autres militants ont également été tués au cours de l'opération. Alors qu'elle est considérée comme une martyre et une héroïne nationale par de nombreux Palestiniens, Israël et les Nations Unies la décrivent comme une terroriste,,,.

## Jeunesse
Dalal Mughrabi est née et a grandi dans le camp de réfugiés palestiniens de Sabra à Beyrouth au Liban. Son père était un réfugié palestinien dont la maison familiale avant la guerre de Palestine de 1948 était à Jaffa, en Palestine. Sa mère était libanaise.
Initialement formée comme infirmière, Dalal Mughrabi a décidé de consacrer sa vie à la politique lorsque la guerre civile libanaise a éclaté en 1975. Elle a rejoint le Fatah et a commencé à travailler au sein du service de communication de l'organisation. Elle a participé aux combats contre l'armée syrienne dans les montagnes au sud-est de Beyrouth lorsque les forces syriennes sont entrées au Liban en 1976 pour aider les phalangistes et leurs alliés. En 1977, elle suit un stage de formation de trois mois et obtient le grade de lieutenant. Elle s'est vue offrir un poste en Italie par le Fatah en tant qu'officier politique travaillant au bureau de l'OLP, mais elle a refusé, choisissant à la place une carrière militaire.

## L'opération de 1978
Mughrabi faisait partie d'un groupe de onze palestiniens et libanais qui ont débarqué le 11 mars 1978, sur la plaine côtière près de Tel-Aviv,. Mughrabi aurait dirigé le groupe, bien que les rapports diffèrent. Le timing visait à faire échouer les pourparlers de paix entre Menahem Begin et Anouar Sadate, et l'intention était d'attaquer le ministère de la Défense à Tel-Aviv ou « d'atteindre la Knesset et d'exiger la libération des prisonniers palestiniens » ou de « tuer autant d'Israéliens que possible ».

### Meurtre de Gail Rubin
En débarquant sur la plage, le groupe de Mughrabi a rencontré la photographe américaine Gail Rubin, qui prenait des photos de la nature sur la plage, et lui a demandé où ils se trouvaient, après quoi ils l'ont tué. Les deux membres survivants du groupe ont confirmé plus tard que c'était Mughrabi qui avait tué Rubin, qui était la nièce du sénateur américain Abraham A. Ribicoff.

### Détournement
Les terroristes ont ouvert le feu sur la circulation et ont détourné un taxi, tuant ses occupants. Ils ont saisi un bus et se sont dirigés vers Tel-Aviv,, puis ont détourné un autre bus, déplaçant les otages (maintenant au nombre de 71) dans le premier bus.
Les forces israéliennes ont arrêté le bus et une fusillade s'est ensuivie ; le bus a ensuite explosé,,. Au cours de la fusillade, Mughrabi aurait hissé le drapeau palestinien et déclaré la création d'un État palestinien. Israël dit que le bus a explosé après que Mughrabi l'ait fait exploser avec une grenade, tandis que les Palestiniens disent qu'il a été touché par le feu d'un hélicoptère de combat israélien,. Au total, 38 Israéliens, dont 13 enfants, ont été tués et 72 blessés ; Mughrabi et huit autres militants sont également morts.

## Libération des restes
Dans le cadre de l'échange de prisonniers entre Israël et le Hezbollah en 2008, les restes de Mughrabi devaient être exhumés et renvoyés au Liban. Dalal a été enterré dans un « cimetière pour morts ennemis », mais les Forces de défense israéliennes n'ont apparemment pas pu localiser le corps en raison des courants souterrains déplaçant les cercueils dans le cimetière. La sœur de Dalal a déclaré à l'agence de presse Ma'an que la famille avait reçu un cercueil contenant « juste de la terre et des pierres ».

## Commémoration en tant que martyr
Pour de nombreux Palestiniens, Mughrabi est un martyr dans la lutte pour la libération de la Palestine,. Les Israéliens la considèrent comme une terroriste responsable de l'attaque terroriste qui est longtemps restée la plus meurtrière de l'histoire de l'État d'Israël, jusqu'à l'attaque du 7 octobre 2023.
De nombreux sites et institutions palestiniens, dont certains inaugurés par l'Autorité palestinienne, portent son nom, dont une place publique, des écoles, un centre informatique, un tournoi de football et un camp d'été,.
La consécration de la place publique de la ville d'al-Bireh a été controversée. Elle était initialement prévue pour mars 2010 à l'occasion du 32e anniversaire de l'attaque de la route côtière, et aurait également coïncidé avec une visite dans la région du vice-président américain Joe Biden.
La condamnation publique est venue de Benjamin Netanyahu, le Premier ministre israélien, qui a déclaré que le fait d'honorer Mughrabi était une incitation anti-israélienne qui « encourage le terrorisme », et la secrétaire d'État américaine Hillary Clinton, a déclaré que de telles actions étaient des « provocations... exacerbant inutilement les tensions et mettant en péril les perspectives d'une paix globale ». Des dizaines d'adolescents palestiniens de la division jeunesse du Fatah et un haut responsable du Fatah se sont rassemblés sur la place.
En mars 2011, une cérémonie officielle a eu lieu, installant une plaque représentant Mughrabi berçant un fusil contre une carte d'Israël, de la Cisjordanie et de la bande de Gaza.
De plus, l'Autorité Palestinienne a lancé un séminaire appelé « Camp Martyr Dalal Mughrabi », qui se tient à Jéricho.
En mai 2017, l'Autorité palestinienne, via son organisation Women's Affairs Technical Committee (WATC), a nommé un centre pour femmes de la ville de Burqa du nom de Mughrabi et l'a célébrée comme un modèle.
Le centre a été construit avec l'aide du gouvernement norvégien et d'ONU Femmes. Le ministre norvégien des Affaires étrangères a exigé que le financement de la Norvège pour le bâtiment soit remboursé et que son logo soit retiré du bâtiment. Il a déclaré que « la Norvège ne se laissera pas associer à des institutions qui prennent ainsi le nom de terroristes »,,.
Les Nations Unies ont également condamné l'appellation comme « glorification du terrorisme » et ont exigé que leur logo soit retiré du bâtiment.
Le ministère danois des Affaires étrangères a lancé ses propres enquêtes sur le WATC et a découvert qu'il avait retenu des informations centrales sur la dénomination du centre et mis fin à ses relations de travail avec le WATC. À la suite de ces conclusions, le Danemark a cessé de financer 23 autres ONG en Palestine,.

### Pages connexes
- Leïla Khaled
- Abou Jihad
- Violence politique palestinienne